# Camponotus importunus
Camponotus importunus é uma espécie de inseto do gênero Camponotus, pertencente à família Formicidae.